# Quill (volcan)
Pour les articles homonymes, voir Quill.
Le Quill est un stratovolcan formant la moitié méridionale de l'île de Saint-Eustache, dans les Petites Antilles.

## Toponymie
Le nom dérive du néerlandais De Kuil qui veut dire « trou » ou « fosse », en rapport avec le cratère du volcan. L'ancien nom de la montagne est mont Mazinga.

## Géographie

### Géologie

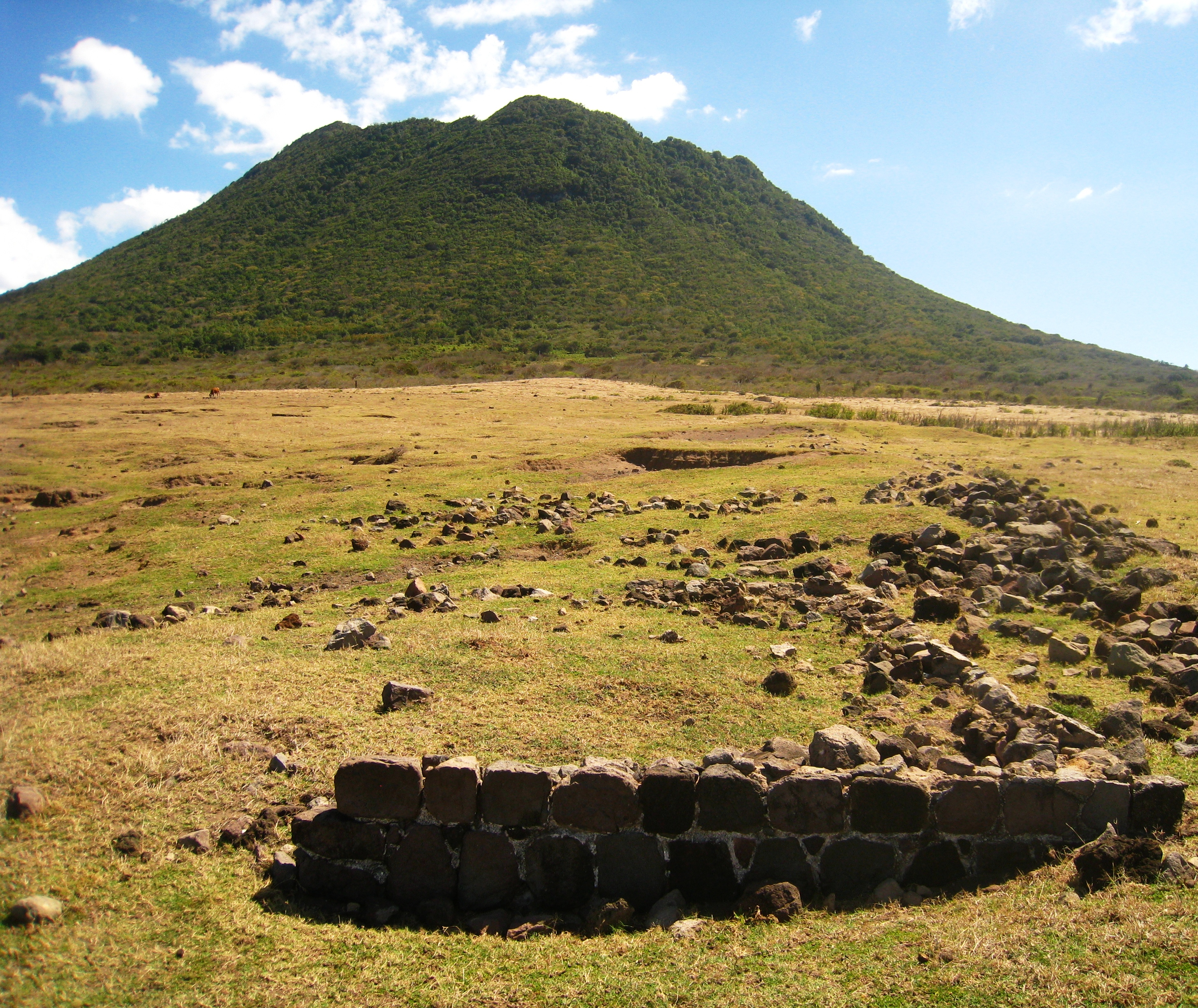
Vue du Quill depuis les ruines de la batterie d'artillerie Saint-Louis.

Le volcan a commencé sa formation de 22 000 à 32 000 ans avant le présent. Sa dernière éruption a eu lieu il y a plus de 1 630 ans selon les dernières analyses au carbone 14. Puisque les éruptions du Quill étaient accompagnées de nuées ardentes et qu'une activité volcanique sous-marine est toujours détectable, la montagne est ainsi considérée comme volcan dormant.

### Flore et faune
Une végétation tropicale fournie a colonisé le cratère du volcan. Des espèces indigènes partagent l'environnement avec bien d'autres espèces allogènes, dont des poules domestiques qui se sont enfuies de la capitale, Oranjestad. La chasse aux crabes dans le cratère du volcan est une activité populaire d'une partie de la population insulaire.

## Activités
Le Quill est protégé depuis 1998 au sein d'un parc national administré par une fondation (St. Eustatius National Parks Foundation) dont le but est de préserver l'environnement du site et de voir à l'entretien des sentiers de randonnée.
Pour entreprendre l'ascension de la montagne, tout touriste doit se procurer un permis à Oranjestad pour la somme de 3 $.